# Åredrevet fartøj
Et åredrevej fartøj er et fartøj, der drives ved håndkraft – ikke ved sejl eller med maskine. Kendetegnende for fartøjer, der hører til denne slags, er, at de er på en gang lette og samtidig sødygtige.
Byggematerialet beror som regel på omgivelserne: i skovrige egne laves båden af træ, i polare egne – hvor træ er sparsomt – af skind spændt ud over en træramme.
Åredrevne fartøjer kan anvendes såvel på indsøer som til havs.
Åredrevne fartøjer var formentlig helt enerådende frem til bronzealderen, hvorefter både med sejl begyndte at vinde frem. I Norden synes sejldrevne fartøjer først at vinde frem ved overgangen fra jernalder til vikingetid, det vil sige omkring år 700.
Til de åre- eller pagajdrevne fartøjer hører:
ege (fartøj)
Hjortspringsbåden
kajak
kano
knobskib
Konebåd (umiak)
Nydambåden
robåd
Sutton Hoo